# Praetor
Praetor eller pretor (latin praetor, egentligen "den som går i spetsen", praeitor) betydde hos antikens romare ursprungligen förman eller anförare och brukades först som titel för de två högsta republikanska ämbetsmännen (konsulerna), ävensom för diktatorn (praetor maximus, "högste praetor"), och fältherrar, som länge var antingen konsuler, praetorer eller, under senrepubliken, prokonsuler och propraetorer. Praetor övergick sedan att beteckna en särskild ämbetsmannabefattning. 
Då konsulatet 367 f.Kr. delades mellan patricier och plebejer, avskildes en del av konsulernas ämbetsåligganden och överlämnades åt en ny överhetsperson – praetorn. Denne betraktades som ett slags ämbetsbroder till konsulerna, dock med lägre imperium. Hans huvudsakliga uppgift var att leda den civila rättskipningen i Rom men tillika var han ställföreträdare för konsulerna (se prefekt), då dessa var borta från staden. Han kunde även få befälsrätt i fält. 
Ämbetet skulle tillhöra patricierna men efter 337 f.Kr. stod ämbetet öppet även för plebejer. Omkring slutet av det första puniska kriget, sannolikt 243 (eller 241), tillsattes två praetorer; den ene av dem, vars ställning var förnämligare, kallades stadspraetorn (praetor urbanus) och hade att utöva rättskipningen i civilmål mellan medborgare, varemot den andre, som senare kallades främlingspraetorn (praetor peregrinus), dömde i mål, där en främling var part. Lottkastning bestämde i regel, vilken av de två som skulle ha det ena eller andra uppdraget. Främlingspraetorn användes även för verksamhet utom staden, vid vilka tillfällen stadspraetorn övertog hans vanliga bestyr. Under tiden mellan det första och det andra puniska kriget – årtalet uppges än till 237, än omkring 10 år senare – ökades praetorernas antal till fyra, av vilka två skulle vara ståthållare i de två nybildade provinserna, Sicilien och Sardinien jämte Korsika, och 197 f.Kr. tillkom ytterligare två, avsedda att utöva ståthållarskapet i de båda spanska provinserna. 
År 149 f.Kr., då de ständiga brottmålsdomstolarna (quaestiones perpetuae) inrättades, fick alla sex praetorerna sin verksamhet i Rom, två som domare i civilmål, liksom förut och de fyra övriga som ordförande i var sin domstol.